# Stemhebbende bilabiale fricatief
De stemhebbende bilabiale fricatief is een medeklinker die in het Internationaal Fonetisch Alfabet aangeduid wordt met β, en in X-SAMPA met B. Het symbool β wordt soms ook gebruikt om de bilabiale approximant aan te duiden.
Een voorbeeld van de klank is de v in het Engelse woord very (zeer).

## Kenmerken
- De manier van articulatie is fricatief, wat wil zeggen dat de klank geproduceerd wordt door hinder die de luchtstroom ondervindt op de plaats van articulatie, waardoor turbulentie ontstaat.
- Het articulatiepunt is bilabiaal, wat wil zeggen dat de klank uitgesproken wordt met beide lippen.
- Het type articulatie is stemhebbend, wat wil zeggen dat de stembanden meetrillen bij het articuleren van de klank.
- Het is een orale medeklinker, wat wil zeggen dat de lucht door de mond naar buiten stroomt.
- Het is een centrale medeklinker, wat wil zeggen dat de lucht over het midden van de tong stroomt, in plaats van langs de zijkanten.
- Het luchtstroommechanisme is pulmonisch-egressief, wat wil zeggen dat lucht uit de longen gestuwd wordt, in plaats van uit de glottis of de mond.

Deze pagina bevat fonetische informatie in het IPA, die in sommige browsers mogelijk niet correct wordt weergegeven.
Waar symbolen in paren voorkomen, vertegenwoordigt het rechter teken een stemhebbende medeklinker. Gearceerde gebieden bevatten medeklinkers die worden beschouwd als onuitspreekbaar.
Zie ook: IPA, Klinkers